# NGC 436
NGC 436 est un amas ouvert situé dans la constellation de Cassiopée.
Il a été découvert par l'astronome germano-britannique William Herschel en 1787.
Selon la classification des amas ouverts de Robert Trumpler, NGC 436 renferme entre 50 et 100 étoiles (lettre m) dont la concentration est forte (I) et dont les magnitudes se répartissent sur un grand intervalle (le chiffre 3).

## Observation
Avec une magnitude visuelle de 8,8, on peut observer l'amas avec des jumelles dont l'ouverture est de 60 à 70 mm ou avec un petit télescope

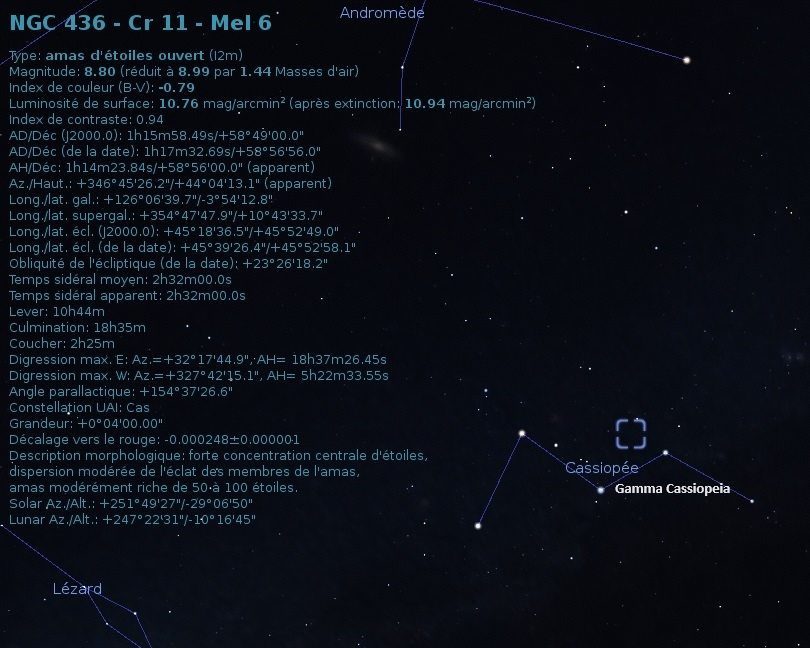
Localisation de NGC 436 dans la constellation du Cassiopée. (Stellarium)

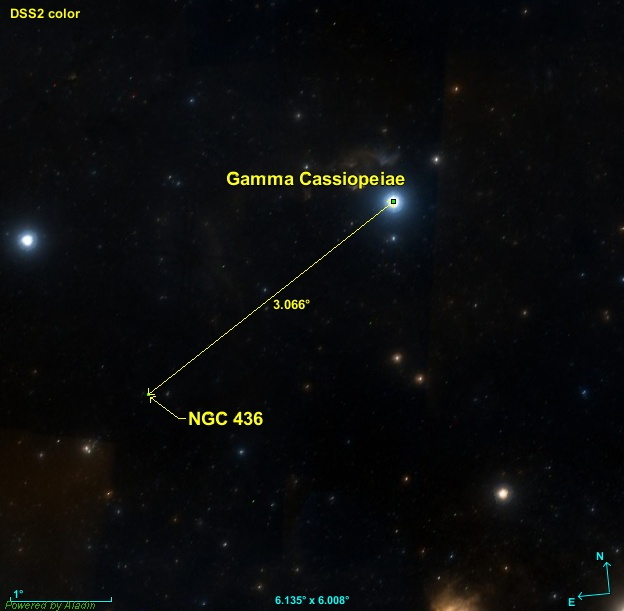
Position de NGC 436 par rapport une étoile du Cassiopée.

NGC 0436 est situé à environ 3,1 degrés au sud-est de Gamma Cassiopeiae.
Certaines caractéristiques apparaissent sur la base de données Simbad, mais une publication très récente (2023) basée sur les mesures de la parallaxe par le satellite Gaia a permis une mise à jour importante des données. Les données du « GAIA EARLY DATA RELEASE 3 (GAIA EDR3) » ont également permis aux auteurs (Almeida, Monteiro et Dias) de cette publication d'estimer la masse de 773 amas ouverts, dont celle de NGC 436 qui est de 829 ± 165 {\displaystyle M_{\odot }}.

## Caractéristiques
Selon Almeida et ses collègues, cet amas est à 2 829 ± 59 pc du système solaire.
La parallaxe moyenne des étoiles de l'amas a été obtenue des mesures effectuées par le satellite Gaia. Cinq valeurs semblables publiées dans de récents articles (2018 à 2022) sont indiquées sur la base de données Simbad : 0,282 ± 0,028 0 mas, 0,266 ± 0,055 0 mas, 0,262 ± 0,049 mas, 0,262 ± 0,004 mas et 0,262 ± 0,049 mas. La valeur moyenne de la parallaxe et de leur incertitude sont égaux à 0,266 8 ± 0,037 0 mas, ce qui correspond à une distance de 3748+603
−456. Cette distance nettement supérieure à celle proposée par Almeida et ses collègues.

### Taille
En utilisant les plus grandes valeurs de la dimension apparente et de la distance, on obtient la taille maximale de l'amas, soit 16,16 al. De même, pour calculer la taille minimale de l'amas, il faut utiliser les plus petites valeurs de la dimension apparente et de la distance. On obtient une valeur de 13,14 al. De ces deux valeurs, on déduit que la taille de l'amas est égale à 14,7 ± 1,5 km/s.

### Vitesse
Quatre valeurs de la vitesse sont indiquées sur Simbad : −75,18 ± 5,29 km/s, −74,30 ± 0,27 km/s, −79,758 ± 0,355 km/s et −89,68 ± 0,19 km/s. La vitesse moyenne et l'écart type de cet échantillon sont de −79,73 ± 7,05 km/s.

### Mouvement propre
Simbad indique sept couples de valeurs pour le mouvement propre de l'amas, dont cinq très semblables, qui proviennent d'articles publiés entre 2018 et 2022. Ces cinq couples en ascension droite et en déclinaison sont :
- −0,988 ± 0,052 mas/an et −0,667 ± 0,066 mas/an[9]
- −0,993 ± 0,088 mas/an et −0,578 ± 0,093 mas/an[10]
- −0,986 ± 0,076 mas/an et −0,577 ± 0,092 mas/an[11]
- −0,986 ± 0,007 mas/an et −0,577 ± 0,007 mas/an[5]
- −0,986 ± 0,076 mas/an et −0,577 ± 0,092 mas/an[12]

Les deux autres couples sont passablement différents et imprécis. Ils proviennent d'articles moins récents (2014 et 2017). Ces deux couples sont :
- −1,786 ± 0,687 mas/an et −4,306 ± 0,674 mas/an[14]
- −0,380 ± 2,800 mas/an et −0,900 ± 1,170 mas/an[16]

Le mouvement propre moyen et de leur incertitude obtenus des cinq couples en ascension droite et en déclinaison est égal à −0,988 ± 0,060 mas/an et −0,595 ± 0,070 mas/an.

### Métallicité
SSimbad indique une seule valeur de la métallicité, soit -0,122. Selon cette valeur, le pourcentage d'éléments lourds (plus lourd que l'hydrogène et l'hélium) de cet amas est égal à 76% (10-0,122) de celui du Soleil.
Selon Almeida et ses collègues, la métallicité de l'amas est égale à 0,088 ± 0,057. Selon cette valeur, le pourcentage d'éléments lourds (plus lourd que l'hydrogène et l'hélium) de cet amas serait compris entre 107% (100,088 - 0,057) et 140% (100,088 + 0,057) de celui du Soleil.

### Âge
Selon Almeida, l'âge de cet amas est donné par log10 = 7,924 ± 0,105. L'âge de NGC 436 est donc compris entre 66 Ma (107,924 - 0,105) et 107 Ma 107,924 + 0,105). Webda indique le même âge.

## Étoiles
Simbad montre un bouton nommé Children. En cliquant sur ce bouton, on atteint une section de cette base de données qui renferme un tableau contenant 192 entrées. Une colonne de ce tableau indique la probabilité que l'étoile appartienne à l'amas. En cliquant sur la désignation de l'étoile, on atteint la page de Simbad qui résume ses propriétés.